# Caminho no Deserto
Caminho no Deserto é um EP da cantora brasileira Soraya Moraes, lançado em 28 de setembro de 2018, sob produção musical de Marco Moraes.

## Lançamento e recepção
| Críticas profissionais | Críticas profissionais |
| Avaliações da crítica  | Avaliações da crítica  |
| Fonte                  | Avaliação              |
| ---------------------- | ---------------------- |
| Super Gospel           | [ 2 ]                  |

Caminho no Deserto foi lançado nas plataformas digitais em setembro de 2018. O disco recebeu avaliações da mídia especializada. Com cotação de três estrelas de cinco, o Super Gospel afirmou que o álbum "tem concepção e produção superior na discografia recente de Soraya".
A faixa-título do EP é uma regravação da mundialmente conhecida Way Maker, canção composta e gravada pela cantora e líder de louvor nigeriana Sinach.

## Faixas
1. "Caminho no Deserto"
2. "Deus Poderoso"
3. "Ele Me Ama"
4. "Fé"
5. "Liberta-me de Mim"